# Desloratadin
Desloratadin là một thuốc kháng histamin H1 ba vòng được sử dụng để điều trị dị ứng và phong ngứa mãn tính . Đây là một chất chuyển hóa của loratadin.

## Ứng dụng
Desloratadin được dùng để điều trị viêm mũi dị ứng và nghẹt mũi.

## So sánh với loratadin
So với loratadin, desloratadine có ái lực cao từ 3 đến 4 lần với thụ thể H1. Hơn nữa, desloratadin có thời gian bán thải lâu hơn và cũng như loratadin vượt qua hàng rào máu não chỉ một tỷ lệ rất nhỏ và do đó hầu như không có tác dụng phụ trên hệ thần kinh trung ương, chẳng hạn như an thần. Về hiệu quả thì cũng tương tự, vì loratadin trong gan gần như hoàn toàn chuyển hóa thành desloratadin.